# Hans Otto Thulstrup
Hans Otto Thulstrup (4. august 1925 i Haderslev – 2. september 2012) var en dansk forsikringsdirektør.
Thulstrup var søn af landsretssagfører Andreas Thulstrup og hustru Else f. Bache og blev student fra Haderslev Katedralskole 1943. Han tog HD i regnskabsvæsen 1953 og handelsfaglærereksamen i bogføring 1955, mens han var ansat i forsikringsselskabet Nye Danske af 1864, hvor han var blevet ansat 1947. I 1972 avancerede han til medlem af direktionen, og 1973 blev han adm. direktør for det fusionerede selskab Nye Danske Lloyd, hvilket han var frem til 1982.
Han har været medlem (fra 1972) og formand for Assurandør-Societetets komité og Værdipapircentralen. 5. februar 1993 blev han Ridder af 1. grad af Dannebrogordenen.
Thulstrup var også medlem af bestyrelsen for A/S Jens Villadsens Fabriker, A/S Villaco, A/S Nordisk Factoring, A/S Krefiko, A/S Fjeldhammer Brug, Oslo, Forsikringsakts. Concord, Forsikringsakts. Kompas og A/S Glostrup.
Han blev gift 16. september 1950 med Birthe Jensen, datter af tømrermester Christian Jensen (død 1939) og hustru Martha f. Frandsen.